# Бриджпорт (Техас)
Бриджпорт (англ. Bridgeport) — місто (англ. city) в США, в окрузі Вайз штату Техас. Населення — 5923 особи (2020).

## Географія
Бриджпорт розташований за координатами 33°12′34″ пн. ш. 97°46′21″ зх. д. / 33.20944° пн. ш. 97.77250° зх. д. (33.209319, -97.772440).  За даними Бюро перепису населення США в 2010 році місто мало площу 20,52 км², з яких 20,51 км² — суходіл та 0,01 км² — водойми.

## Демографія
Згідно з переписом 2010 року, у місті мешкало 5976 осіб у 1692 домогосподарствах у складі 1300 родин. Густота населення становила 291 особа/км².  Було 1877 помешкань (91/км²).
Расовий склад населення:
| - 73,8 % — білих - 4,6 % — чорних або афроамериканців - 0,9 % — корінних американців - 0,9 % — азіатів - 16,9 % — осіб інших рас |

До двох чи більше рас належало 2,8 %. Частка іспаномовних становила 42,2 % від усіх жителів.
За віковим діапазоном населення розподілялося таким чином: 29,6 % — особи молодші 18 років, 62,3 % — особи у віці 18—64 років, 8,1 % — особи у віці 65 років та старші. Медіана віку мешканця становила 30,7 року. На 100 осіб жіночої статі у місті припадало 109,4 чоловіків;  на 100 жінок у віці від 18 років та старших — 112,1 чоловіків також старших 18 років.
Середній дохід на одне домашнє господарство  становив 53 291 долар США (медіана — 42 415), а середній дохід на одну сім'ю — 60 092 долари (медіана — 46 122). Медіана доходів становила 44 977 доларів для чоловіків та 26 743 долари для жінок. За межею бідності перебувало 16,7 % осіб, у тому числі 31,9 % дітей у віці до 18 років та 7,9 % осіб у віці 65 років та старших.
Цивільне працевлаштоване населення становило 2581 особа. Основні галузі зайнятості: освіта, охорона здоров'я та соціальна допомога — 25,7 %, виробництво — 13,1 %, сільське господарство, лісництво, риболовля — 13,0 %.